# ميليسا باربييري
ميليسا باربييري (بالإنجليزية: Melissa Barbieri)‏ (20 يناير 1980 بملبورن في أستراليا - ) هي لاعبة كرة قدم أسترالية في مركز حراسة المرمى، شاركت في الألعاب الأولمبية الصيفية 2004. وشاركت مع منتخب أستراليا لكرة القدم للسيدات. أما مع النوادي، فقد لعبت مع نادي ملبورن فيكتوري ونيوكاسل يونايتد جتس وAdelaide United FC (women) ‏ وNewcastle Jets FC (W-League) ‏ وMelbourne Victory FC (W-League) ‏ وBox Hill United FC ‏ وGreater Dandenong FC ‏.

## وصلات خارجية
- ميليسا باربييري على موقع IMDb (الإنجليزية)

- ميليسا باربييري على موقع الاتحاد الدولي (مؤرشف)  (الإنجليزية)
- ميليسا باربييري على موقع الاتحاد الأوربي (الإنجليزية)
- ميليسا باربييري على موقع قاعدة بيانات كرة القدم.إي يو (الإنجليزية)
- ميليسا باربييري على موقع Soccerway.com (الإنجليزية)
- ميليسا باربييري على موقع عالم كرة القدم.نت (الإنجليزية)
- ميليسا باربييري على موقع أوليمبيديا (الإنجليزية)
- ميليسا باربييري على موقع اللجنة الأولمبية الأسترالية (الإنجليزية)